# 千歳電気工業
千歳電気工業株式会社（ちとせでんきこうぎょう）は、かつて存在した電気工事・電気通信設備工事などを行う企業である。2009年4月1日に、保安工業株式会社と合併して、現在の商号は日本リーテック株式会社となっている。
JR東日本が筆頭株主になる前は、国内信販（現:楽天KC）が筆頭株主になっていた。また、かつての主力行は東海銀行（現:三菱UFJ銀行）であった。

## 沿革
- 1945年12月 千歳電気工業株式会社を設立。
- 1957年4月8日 千代田工事株式会社を東京都台東区に設立（登記上の設立）。
- 1973年5月 千代田工事の株式額面金額変更のため、千歳電気工業が千代田工事を吸収合併。
- 1974年1月17日 東京証券取引所2部に上場。
- 2008年4月23日 保安工業と合併に関する基本合意を締結。
- 2009年4月1日 保安工業株式会社を吸収合併し、日本リーテック株式会社に商号変更。

## 事業所
- 本店・営業本部
  - 東京都北区西ケ原一丁目52番10号
- 鉄道本部
  - 千葉県松戸市上本郷701番地
- 支店
  - 東北・東北鉄道・中部・関西・中国
- 支社
  - 札幌・盛岡・高崎・大宮・千葉・八王子・横浜・新潟・静岡・神戸・西日本・九州
- 営業所
  - 青森・秋田・福島・茨城・米子・岡山・山口・四国・北九州